# Martiri di Arras
Le martiri di Arras furono quattro suore della congregazione delle Figlie della Carità di San Vincenzo de' Paoli della casa di Arras, ghigliottinate a Cambrai il 26 giugno 1794.
Esse erano:
- Marie-Madeleine Fontaine, superiora della comunità e capofila delle martiri, nata il 22 aprile 1723 a Étrépagny;
- Marie-Françoise Lanel, nata il 24 agosto 1745 a Eu;
- Thérèse-Madeleine Fantou, nata il 29 luglio 1747 a Miniac-Morvan;
- Jeanne Gérard, nata il 23 ottobre 1752 a Cumières.

Nel 1791 si rifiutarono di emettere il giuramento di "libertà-uguaglianza" per solidarietà al vescovo e al clero della diocesi di Arras ma, in ragione dell'utilità del loro lavoro a favore degli ammalati, fu loro consentito di continuare la loro opera.
Furono arrestate il 14 febbraio 1794 per ordine del commissario del popolo Joseph Le Bon: trascinate per quattro mesi di carcere in carcere, furono infine condotte a Cambrai e il 26 giugno 1794 comparvero davanti al tribunale rivoluzionario, dove rinnovarono il loro rifiuto di prestare il giuramento richiesto.
Condannate a morte, venne loro posta la corona del rosario sul capo in segno di dileggio e furono condotte in carretta al patibolo eretto in piazza d'armi.
Furono beatificate da papa Benedetto XV il 13 giugno 1920, assieme alle undici martiri di Valenciennes.
Il loro elogio si legge nel Martirologio romano al 26 giugno.